# Nötö
Nötö est une île de l'archipel finlandais à Pargas en Finlande.

## Géographie
La superficie de l'île est de 392 hectares,.
Nötö fait partie du parc national de l'archipel.
L'île est desservie par le M/S Baldur.

## Galerie

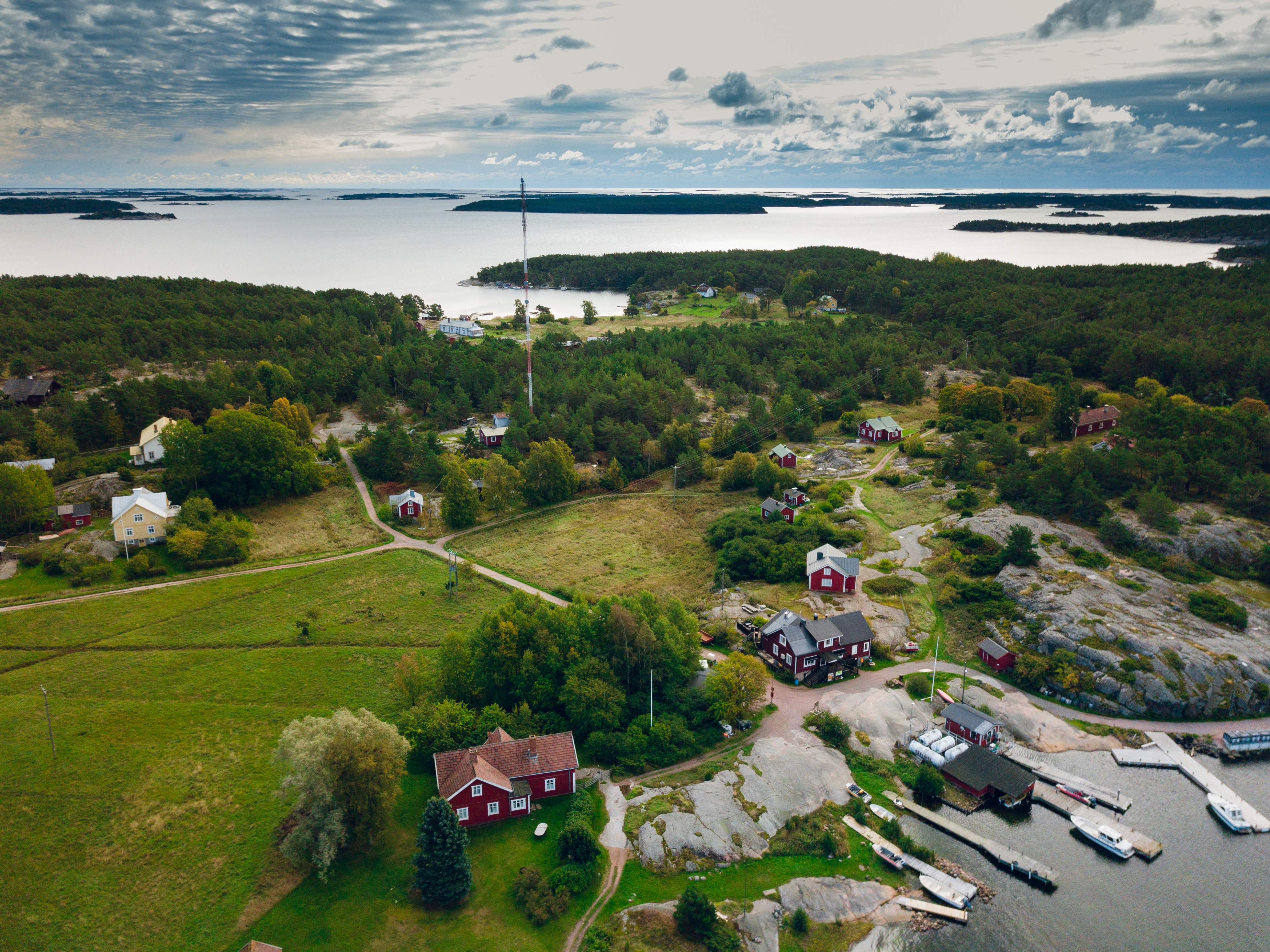
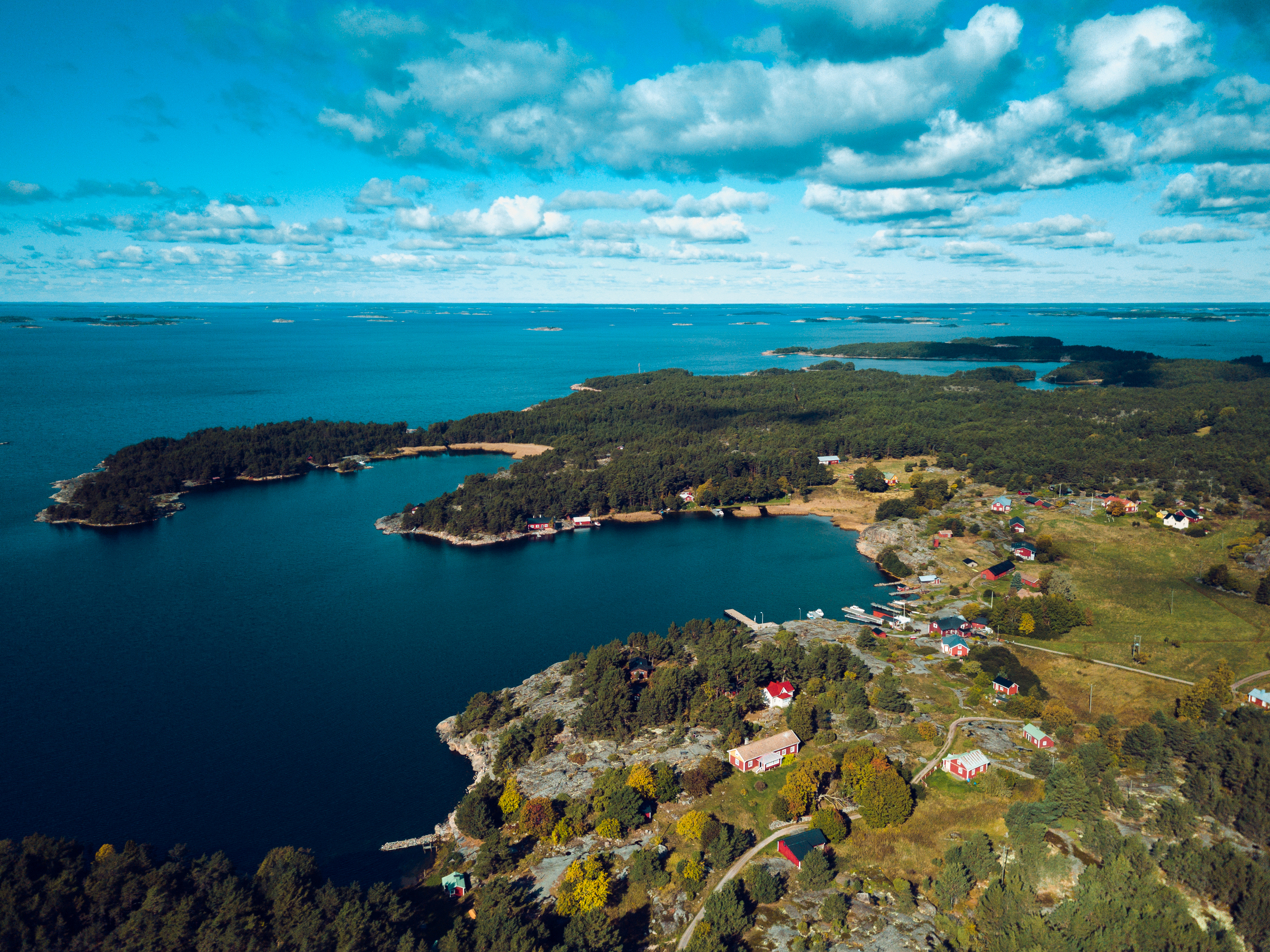
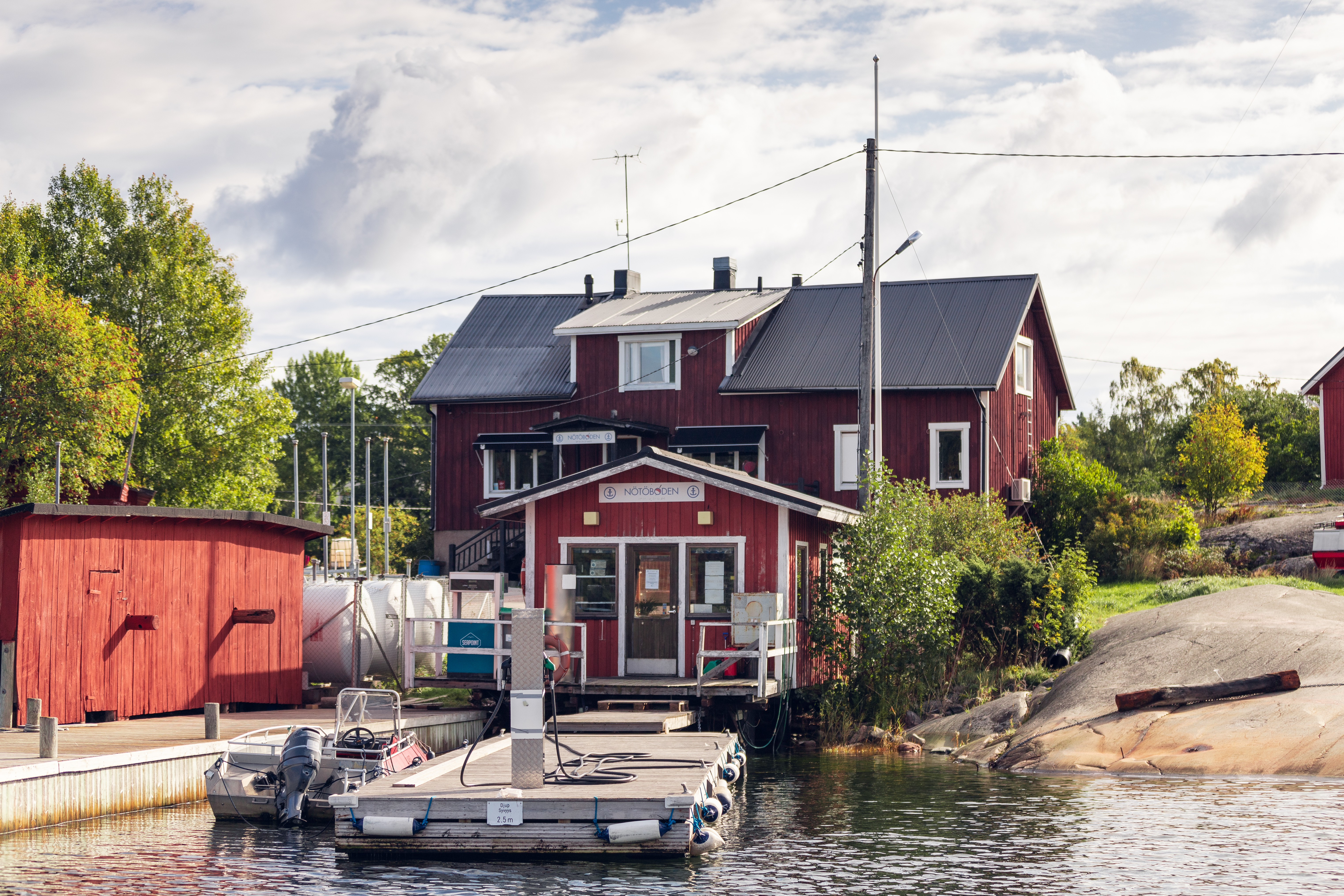
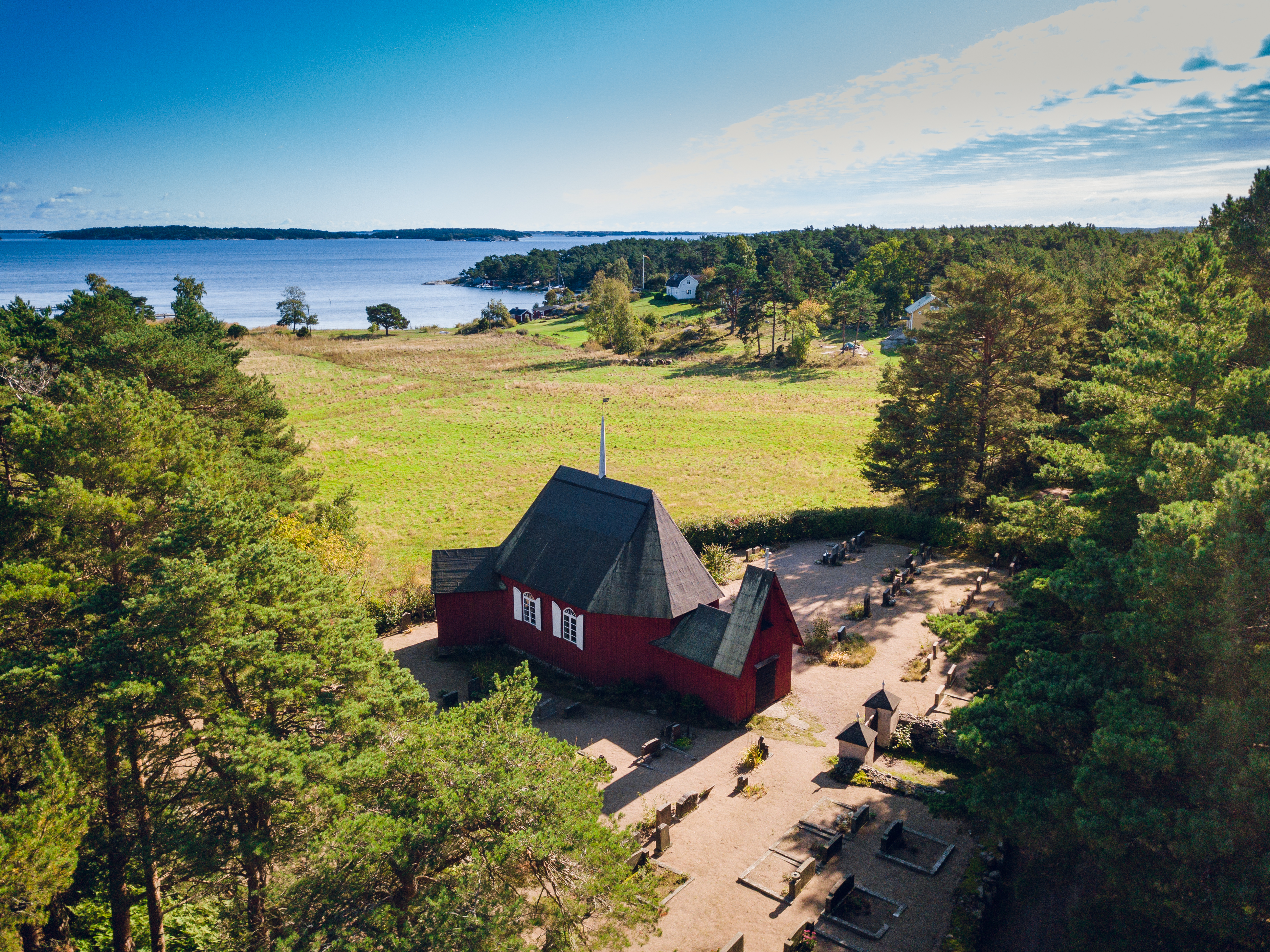
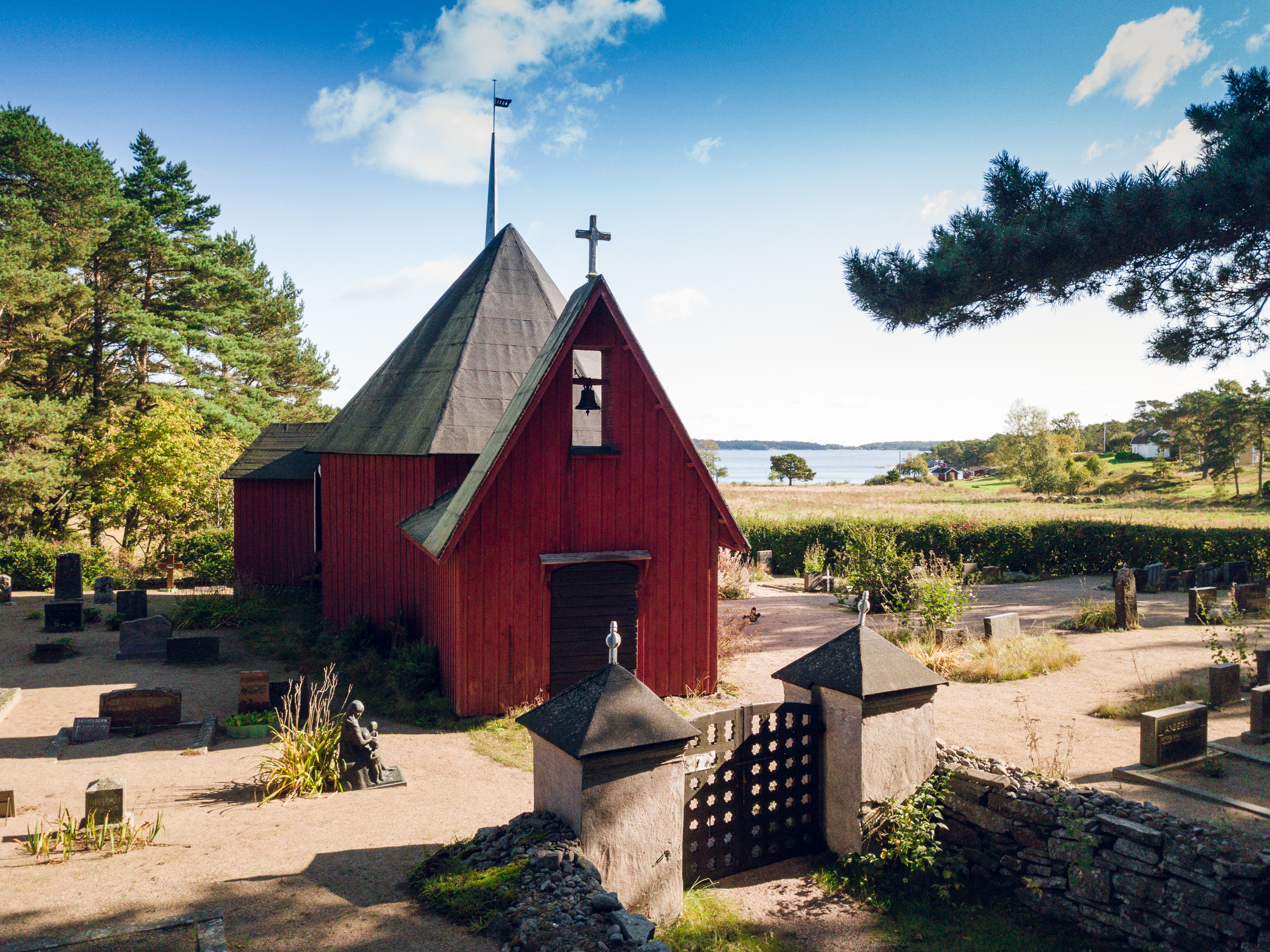
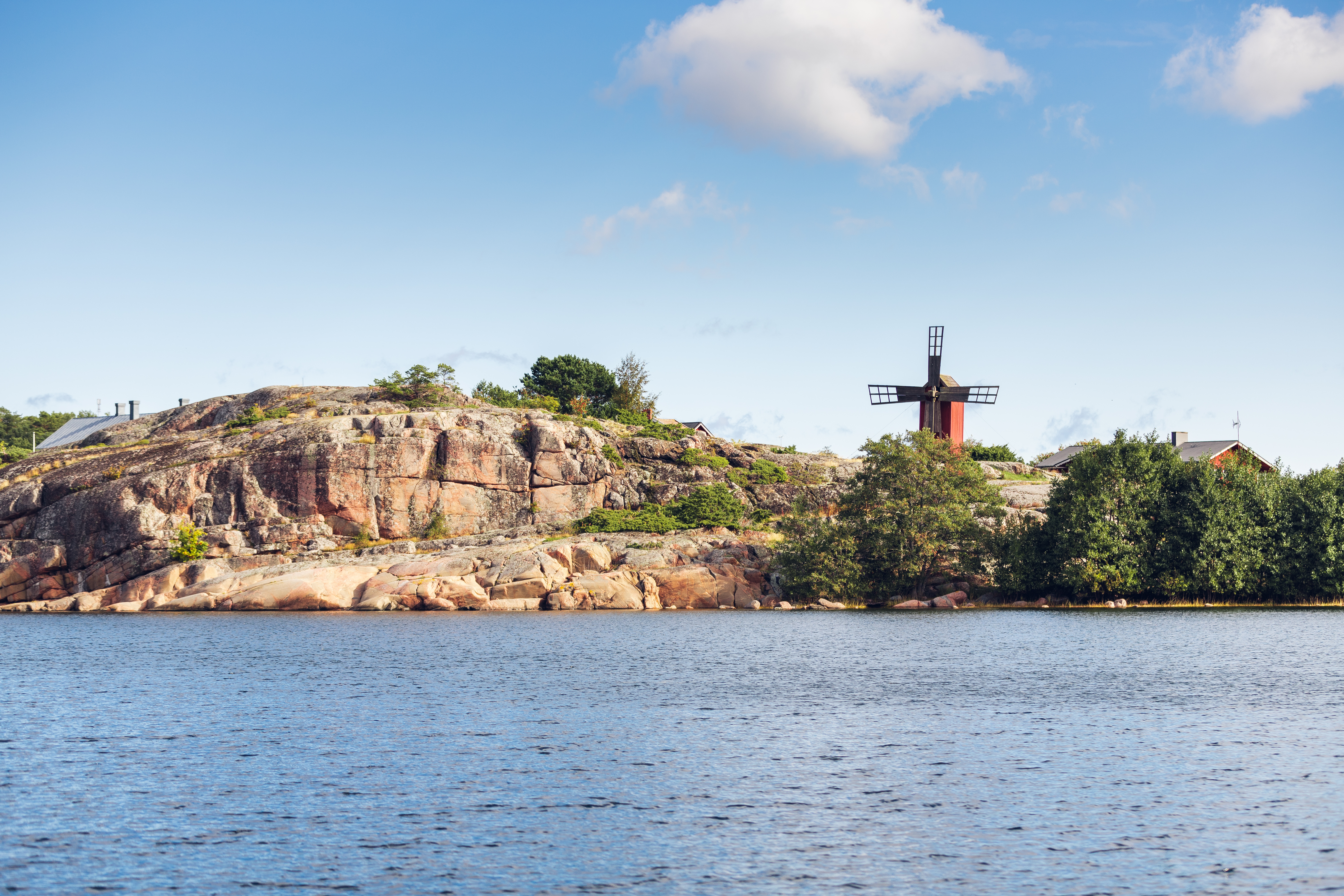